# آيريس (مستشعر بيولوجي)
آيريس (بالإنجليزية: Interferometric Reflectance Imaging Sensor -IRIS)‏ هو مستشعر تصوير الانعكاسية بقياس التداخل (آيريس) هو جهاز كان يُعرف سابقًا باسم المستشعر البيولوجي لتصوير الانعكاسية الطيفية (سريب).
ويمكن استخدامه كنظام أساسي للاستشعار البيولوجي باعتباره قادرًا على مضاعفة الإنتاجية العالية للتفاعلات التي تتم من البروتينات للبروتينات ومن البروتينات إلى الحمض النووي وكذلك التفاعلات فيما بين الأحماض النووية دون استخدام واسِم فلوري. ويتم تجهيز سطح الإستشعار من خلال استخدام روبوت لتحديد مواضع المجسات البيولوجية التي تكون مثبتة على الركائز الوظيفية Si/SiO2. كما يمكن لمستشعر آيريس تحديد مقدار الكتلة الجزيئية الثنائية المتراكمة على السطح

## القياس
لإجراء قياس، تضاء العينة بواسطة عدة أطوال موجية مختلفة صادرة إما من صمامات ثنائية باعثة للضوء مختلفة الألوان أو شعاع ليزر قابل للضبط، أو بوجهٍ عام عن طريق مصدر ضوئي ضيق النطاق نسبيًا. ويتم تصوير كثافة الانعكاس باستخدام كاميرا CCD أو CMOS. ومن خلال استخدام تقنيات قياس التداخل، يمكن اكتشاف التغيرات الطارئة على النانومتر.

## التطبيقات
تتضمن تطبيقات الآيريس: المقايسات المناعية الدقيقة، واكتشاف التغيرات الفردية متعددة الأشكال للنوكليوتيد واكتشاف الكائنات المُمرِضة ومراقبة أساليب الدفاع الحيوية والتحليل الحركي لتفاعلات الجزئيات الثنائية ودراسة تفاعلات الجزئيات الثنائية العامة للتطبيقات البحثية.

## كتابات أخرى
- IRIS homepage